# Reagrupamento familiar
O reagrupamento familiar é um motivo reconhecido para a imigração em muitos países devido à presença de um ou mais membros da família num determinado país, permitindo, por isso, que o resto da família dividida ou apenas membros específicos da família imigrem para esse país.
As leis de reagrupamento familiar procuram equilibrar o direito de uma família a viver em conjunto com o direito do país a controlar a imigração. A forma como isto se equilibra e quais os membros da família que podem ser reunidos variam amplamente de país para país.
Uma subcategoria da reunificação familiar é a imigração por casamento, em que um dos cônjuges imigra para o país do outro cônjuge. A imigração por casamento pode ocorrer antes do casamento e depois enquadrar-se na sua própria categoria especial, ou pode ocorrer após o casamento e depois enquadrar-se nas leis de reagrupamento familiar. Alguns países permitem o reagrupamento familiar para parceiros não casados, desde que estes comprovem um relacionamento íntimo contínuo que também tenha durado mais do que um determinado período.
Nos últimos anos, vários menores realizaram viagens perigosas para pedir asilo político e permitir que as suas famílias se lhes juntassem. Em alguns países, os requerentes devem ter pelo menos 18 anos e só podem reunir-se com filhos dependentes menores de 16 anos ou companheiros, e não com os pais ou irmãos.

## Europa
Grande parte dos imigrantes na Europa fá-lo através de leis de Reagrupamento Familiar. Muitos países europeus aprovaram leis nos últimos anos para limitar a possibilidade de os potenciais imigrantes o fazerem.

### Dinamarca
Em caso de casamento, a lei dinamarquesa exige que ambos os cônjuges tenham pelo menos 23 anos e meio de idade. Esta é muito conhecida como a Regra dos 24 anos (em dinamarquês: 24-års-reglen). Além disso, a ligação do casal com a Dinamarca deve ser mais forte do que com o país de origem; na prática, o cônjuge na Dinamarca deve ter residido lá durante, no mínimo, 12 anos consecutivos.

### Alemanha
Desde 2007 que a lei alemã exige que cada cônjuge tenha pelo menos 18 anos de idade. O cônjuge residente na Alemanha não pode depender de quaisquer prestações sociais e deve possuir espaço habitacional adequado às leis habitacionais. O cônjuge imigrante necessita de comprovar na embaixada do seu país de origem, num exame linguístico, conhecimentos de nível fluente da língua alemã, tanto oral como escrita. A lei aplica-se a cidadãos alemães e estrangeiros.

### Países Baixos
Em caso de casamento, a lei neerlandesa exige que o cônjuge neerlandês tenha pelo menos 21 anos de idade e receba um salário de pelo menos 120% do salário mínimo. O cônjuge não neerlandês tem de, antecipadamente, ter conseguido aprovação nos exigentes exames de integração na embaixada dos Países Baixos no seu país de origem, demonstrando o domínio fluente da língua neerlandesa. Enquanto um processo judicial demoraria anos e custaria milhares de euros, as regras de livre circulação da UE garantem o direito à vida familiar no imediato, sem custos adicionais, como a emissão de um documento de identidade. Por conseguinte, alguns neerlandeses mudam-se para a Bélgica ou para a Alemanha durante pelo menos seis meses, a fim de se regerem pelas regras de reunificação familiar da UE, em vez das regras de reunificação familiar neerlandesa. Esta ficou conhecida como "Rota Belga" ou "Rota da UE".
A designada autorização de residência Chavez baseia-se na decisão Chavez-Vilchez do Tribunal de Justiça da União Europeia (TJUE). Se algumas condições forem cumpridas, os pais de países terceiros não pertencentes à UE podem permanecer com os seus filhos menores neerlandeses nos Países Baixos.

### Noruega
O cidadão norueguês patrocinador do reagrupamento familiar tem de ter obrigatoriamente um rendimento de pelo menos 251.856 NOK (37.000 USD) antes de impostos em 2014 e ter recebido pelo menos 246.136 NOK em 2013 antes de impostos. Esse cidadão norueguês de referência não pode ter recebido quaisquer prestações da segurança social nos últimos 12 meses. O requisito de rendimento deve ser comprovado anualmente à Direção Norueguesa de Imigração.
Em 1999, a Direção Norueguesa de Imigração (em norueguês: Udlendingsdirektoratet, UDI) começou a utilizar testes sanguíneos em somalis que solicitaram o reagrupamento familiar com os pais, com os testes a mostrarem que 1 em cada 4 mentiu sobre os seus laços familiares às autoridades de imigração e proteção de fronteiras. Os testes foram posteriormente alterados para Testes de ADN para verificar os laços familiares. O líder de uma associação de imigrantes somali na Noruega em conluio com a Associação Médica Norueguesa tiveram o desplante de protestar contra os testes e desejaram que fossem descontinuados quando a dimensão do problema foi descoberta pela opinião pública. Em 2010, a UDI iniciou testes de ADN em casais somalis sem filhos que solicitaram o reagrupamento familiar, onde um dos cônjuges já residia na Noruega. Os resultados mostraram que 40% destes pares eram irmãos. À medida que os testes se tornaram amplamente conhecidos, a proporção desceu para 25% e os testes foram alargados para incluir migrantes de outras regiões.
De acordo com um estudo de 2017 da Statistics Norway, os imigrantes que chegam através de reagrupamento familiar estão sobre-representados como autores de crimes, com 66,9 por 1.000 contra 44,9 por 1.000 da população não imigrante. Os refugiados e imigrantes de África também apresentam uma sobre-representação significativa, enquanto os imigrantes que chegam para estudar estão fortemente sub-representados, com 19,7 por 1.000.

## Estados Unidos
O Reagrupamento Familiar é regido desde 1968 pelo estabelecido na Lei da Imigração e Nacionalidade, com as suas alterações. É a base jurídica mais comum para a imigração para os Estados Unidos. Historicamente, a ênfase no Reagrupamento Familiar na lei de imigração norte-americana começou nesta lei, ao conceder vistos de Reagrupamento Familiar a 74% de todos os novos imigrantes autorizados a entrar nos Estados Unidos. Entre eles, por ordem decrescente de preferência, estavam filhos adultos solteiros de cidadãos norte-americanos (20%), cônjuges e filhos solteiros de estrangeiros residentes permanentes (20%), filhos casados de cidadãos norte-americanos (10%) e irmãos e irmãs de cidadãos norte-americanos com mais de 21 anos (24%). Desde 2016 que os defensores de leis de imigração mais restritivas têm criticado frequentemente o Reagrupamento Familiar como uma "imigração em cadeia". Os académicos utilizam normalmente este termo para o processo mais amplo pelo qual as pessoas de determinadas cidades ou regiões se seguem umas às outras para novas cidades e ocupações.
Os cidadãos e residentes permanentes dos Estados Unidos podem patrocinar familiares para imigração para os Estados Unidos de diversas formas. Os cidadãos de qualquer idade podem patrocinar os seus cônjuges e filhos, mas apenas os cidadãos que tenham completado 21 anos podem patrocinar irmãos e pais. (A decisão Supremo Tribunal, no Caso United States v. Windsor, decidiu em 2013 que os cônjuges do mesmo sexo devem ser tratados da mesma forma que os cônjuges do sexo oposto.) Os residentes permanentes só podem patrocinar cônjuges e filhos solteiros. O patrocinador deve demonstrar capacidade para sustentar financeiramente o seu familiar em 125% do nível de pobreza.
A 23 de dezembro de 2017, James Robart, Juiz Distrital Sénior dos EUA, concedeu uma injunção nacional que bloqueava as restrições da administração de Donald Trump ao processo de reagrupamento familiar de candidatos a asilo e suspendeu parcialmente a proibição de entrada de candidatos a asilo de 11 países de maioria muçulmana.

### Imigração de pais de filhos adultos
De acordo com a Cláusula de Nacionalidade (Citizenship Clause) da Décima Quarta Emenda à Constituição dos Estados Unidos, todas as pessoas nascidas ou naturalizadas nos Estados Unidos e sujeitas à sua jurisdição são cidadãos dos Estados Unidos e do Estado em que residem.
De acordo com a legislação em vigor, os pais de cidadãos norte-americanos podem ser patrocinados para imigração pelos seus filhos cidadãos adultos (aqueles com pelo menos 21 anos de idade) sob determinadas condições. O filho tem de demonstrar capacidade financeira permanente para sustentar os seus pais.

### Imigração de pais de menores
Em 2005, havia cerca de 3,1 milhões de crianças cidadãs dos Estados Unidos com pelo menos um dos pais imigrante ilegal. Pelo menos 13.000 crianças tiveram um ou ambos os pais deportados entre 2005 e 2007.
Ter filhos menores cidadãos norte-americanos faz a diferença nos processos de deportação de pais não residentes. O número de isenções por dificuldades financeiras está limitado a 5.000 por ano.

### Oposição
Os opositores da atual política de Reagrupamento Familiar referem-se geralmente a ela pelo termo "imigração em cadeia" e argumentam que a ênfase da Lei Hart-Celler no Reagrupamento Familiar resultou num aumento drástico da imigração em geral.
De acordo com a Federação para a Reforma da Imigração Americana (FAIR), "a imigração em cadeia — e as expectativas e as longas filas que ela gera — aumenta a imigração ilegal". A FAIR defende ainda que "os imigrantes ilegais amnistiados pelo Congresso em 1986 estão agora a impulsionar a naturalização em números recorde. À medida que estes antigos imigrantes ilegais se tornam cidadãos, todos os seus familiares próximos se qualificam para vir imediatamente para os Estados Unidos e iniciar as suas próprias novas cadeias imigratórias". Os familiares de novos cidadãos geralmente não se qualificam imediatamente para a imigração para os Estados Unidos, onde as restrições rigorosas ao número de vistos de reunificação fazem com que o tempo médio de espera ainda seja de 18 a 23 anos.
O presidente Donald Trump tweetou a 1 de novembro de 2017: "A Imigração em Cadeia precisa de acabar agora! Algumas pessoas chegam e trazem consigo toda a família, que pode ser verdadeiramente má. Não é Aceitável!".

## External links
- Directiva 2003/86/CE do Conselho, de 22 de Setembro de 2003, relativa ao direito ao reagrupamento familiar
- Classes de Família – Regulamentos de Imigração e Proteção de Refugiados